# 에리히 켈러
에리히 켈러(독일어: Erich Kähler IPA: [ˈeːʀɪç ˈkɛːlɐ], 1906년 1월 16일 ~ 2000년 5월 31일)는 독일의 수학자이다. 켈러 다양체의 개념을 도입하였고, K3 곡면도 켈러의 이름을 땄다.

## 생애
독일 라이프치히에서 태어났다. 아버지 에른스트 켈러(독일어: Ernst Kähler)는 전신(電信) 관리사였으며, 어머니는 엘자 괴치(독일어: Elsa Götsch)였다. 어려서는 탐험과 천문학에 관심을 가졌다.
1924년에 라이프치히 대학교에 입학하여, 1928년에 박사 학위를 수여받았다.
1930년에 함부르크 대학교에서 하빌리타치온을 수여받았다.
1935년에는 쾨니히스베르크 대학교 연구원이 되었으며, 이듬해에 교수로 승진하였다.
나치 당과 아돌프 히틀러를 지지하였으며, 1937년에 독일 해군에 자원하였다. 1938년에 루이제 귄터(독일어: Luise Günther)와 결혼하였다. 이후 독일 육군에 소속되었으며, 제2차 세계 대전 도중 독일의 군정 아래의 프랑스 생나제르의 군 기지에 주둔하다가 연합군의 전쟁 포로가 되었다. 켈러는 프랑스의 엘리 카르탕과 프레데리크 졸리오퀴리 등과의 인맥을 통해 전쟁 포로임에도 불구하고 수학을 연구하며 조용히 지낼 수 있었다.
1947년에 석방되었으나, 이후에도 나치 독일에 대하여 긍정적인 태도를 보였으며, 적어도 1988년까지 사무실에 나치 독일 해군의 기를 소장하고 있었다고 한다.
1948년에 라이프치히 대학교 교수가 되었다. 그러나 켈러는 동독에서의 삶을 탐탁치 않게 여겼으며, 이 때문에 1958년에 서독의 베를린 공과대학교로 이전하였다. 1964년에 함부르크 대학교 교수가 되었다.
1970년에 부인 루이제가 사망하였으며, 샤를로테 슐체(독일어: Charlotte Schulze)와 재혼하였다. 1974년에 함부르크 대학교에서 은퇴하였다.
은퇴 뒤에는 철학에 관심을 가졌다. 2000년 5월 31일에 함부르크 근교의 작은 마을인 베델(독일어: Wedel)에서 사망하였다.

## 저서
- Kähler, Erich (1934). 《Einführung in die Theorie der Systeme von Differentialgleichungen》. Hamburger Mathematische Einzelschrift (독일어) 16. B. G. Teubner. JFM 60.0401.08. Zbl 0011.16103.
  - 《연립 미분 방정식 개론》

## 같이 보기
- 개복소다양체
- 사원수 켈러 다양체